# Friedrich August Ludwig von der Marwitz

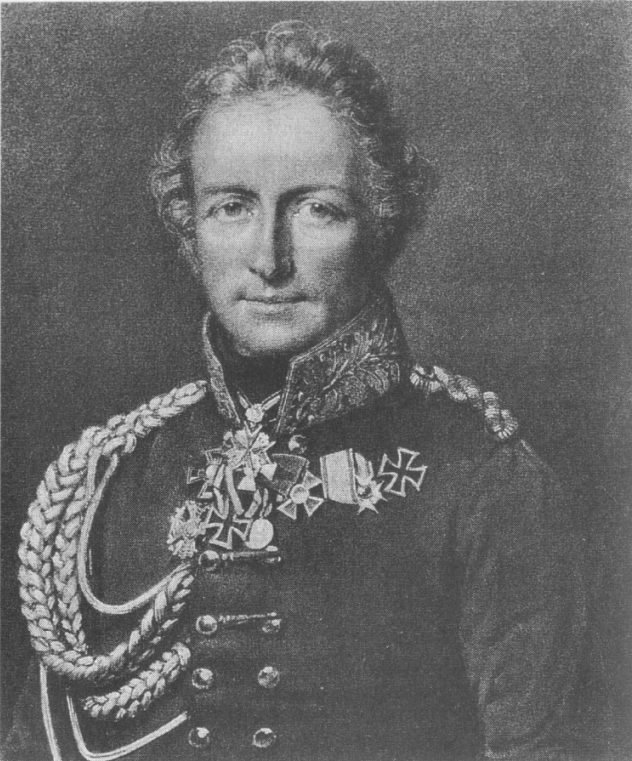
General
Friedrich von der Marwitz

Friedrich August Ludwig von der Marwitz (Berlim, 29 de maio de 1777 — Friedersdorf, 6 de dezembro de 1837) foi um general e político prussiano.

## Honrarias
- Cruz de Ferro de 2ª e 1ª classe
- Pour le Mérite